# باتريسيو تريفاينيو
باتريسيو تريفاينيو (بالإسبانية: Patricio Treviño)‏ هو لاعب كرة قدم مكسيكي في مركز الدفاع، ولد في 28 ديسمبر 1989 في مدينة مكسيكو في المكسيك. لعب مع نادي أمريكا.